# Primary Colors (romance)
Primary Colors: A Novel of Politics é um roman à clef publicado anonimamente por Joe Klein em 1996, que segue a campanha presidencial de Bill Clinton em 1992. Constantemente comparado com All the King's Men e O: A Presidential Novel. A obra serviu como material-base para o filme Primary Colors, dirigido por Mike Nichols.